# Frans Goossens
Frans X Goossens (Den Dungen, 1945) is een Nederlands architect, beeldhouwer en vormgever.

## Leven en werk
Goossens studeerde aan de Academie voor Beeldende Vorming in Tilburg en aan de Hogeschool voor de Kunsten Utrecht. Hij doceerde meer dan 20 jaar aan diverse pabo's. In de jaren 1980 startte hij als zelfstandig kunstenaar en architect zijn bureau Art & Design. Hij was lid van het IFMA kunstcollectief in de Limburgse gemeente Bergen en werd er cultuurcoach.
Goossens laat zich in zijn werk inspireren door de natuur, muziek en dans, andere culturen en spiritualiteit. Hij werkt in onder meer steen, staal en brons. Voor zijn bronzen beelden maakt hij gebruik van de verlorenwasmethode.

## Enkele werken
- 1979: Pindulleskesboom, Raadhuisplein in Dinther.[4]
- 1982: "Driek van den Braak", plaquette in de Sint-Antonius van Paduakerk van Loosbroek.[5]
- 1993: Zuster Franciscanes aan de Kerklaan in Megen.[6]
- 1996: De Drie Elementen, fonteinbeeld in Oss. Stond tot 2003 op het Walplein,[7] werd in 2007 herplaatst bij sportcentrum de Rusheuvel.
- 1998: Een dansend paar bij het Twents Carmel College aan de Thijlaan in Oldenzaal.[8]

## Galerij

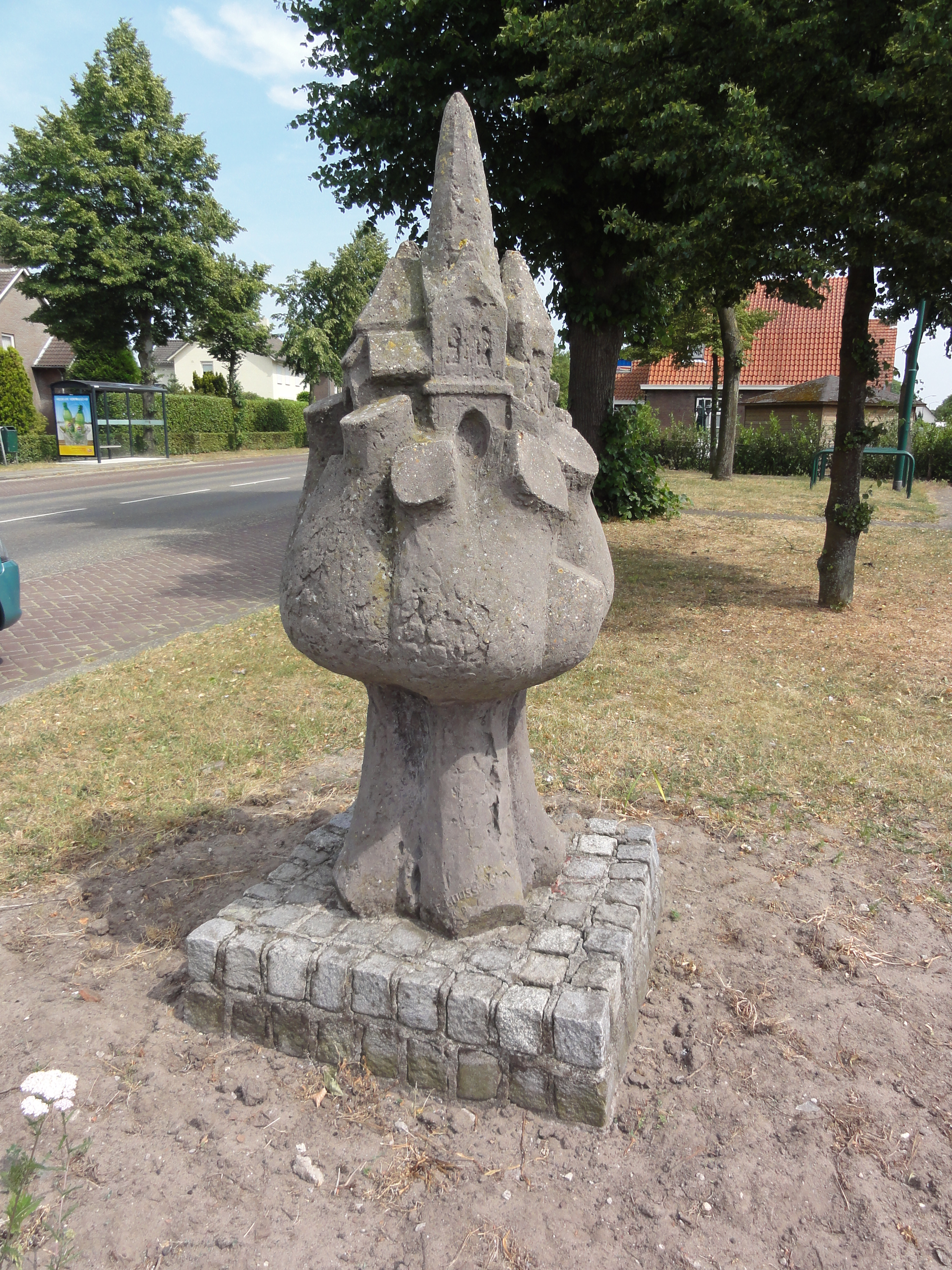
Pindullekesboom (1979), Dinther
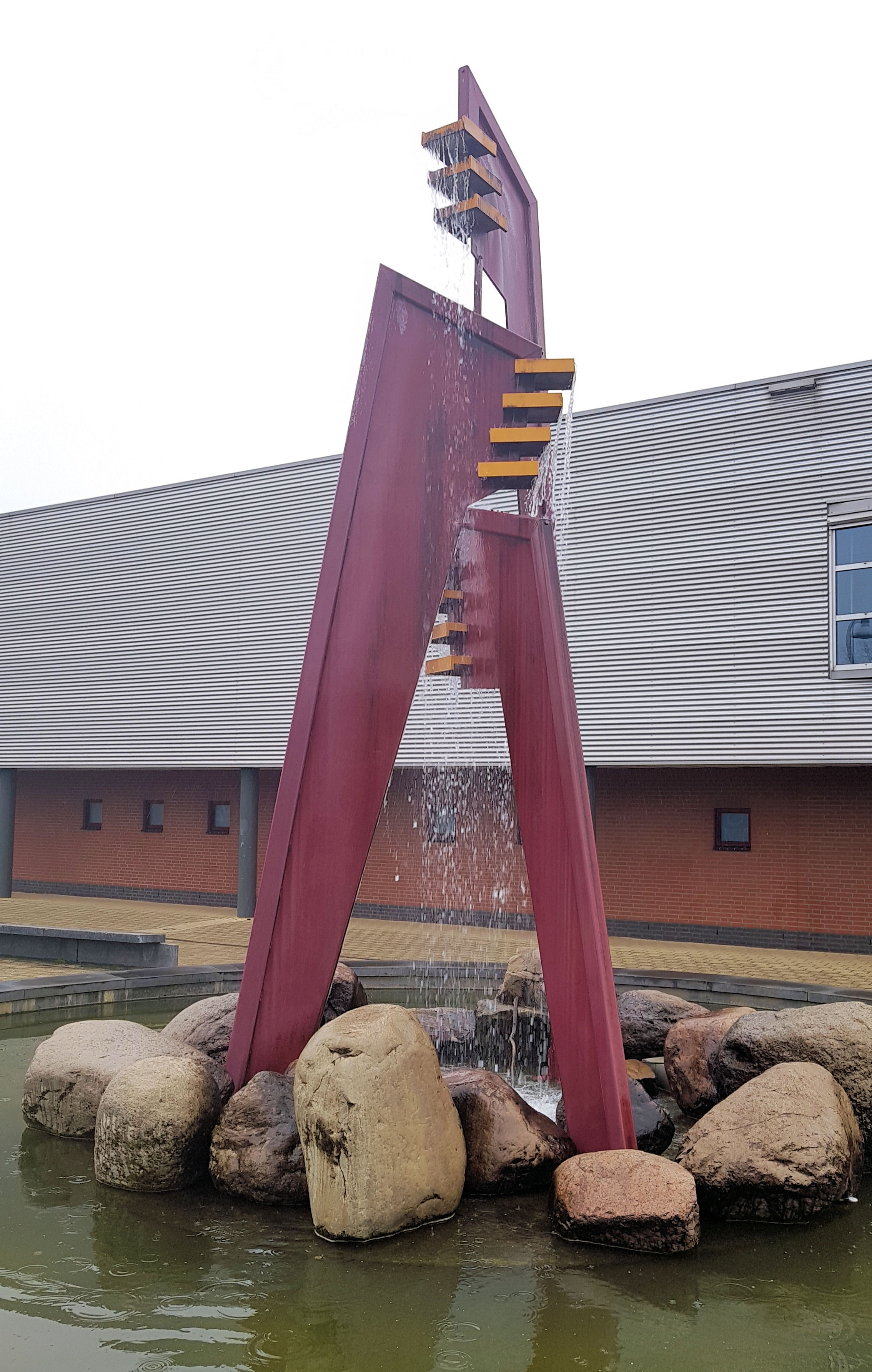
De Drie Elementen (1996), Oss

- RKD-Nederlands Instituut voor Kunstgeschiedenis: 32722